# Epoletnik
Epoletnik (Epomops) – rodzaj ssaków z podrodziny Epomophorinae w obrębie rodziny rudawkowatych (Pteropodidae).

## Rozmieszczenie geograficzne
Rodzaj obejmuje gatunki występujące w Afryce.

## Morfologia
Długość ciała (bez ogona) samic 103–180 mm, samców 110–195 mm, długość ogona 0–1 mm, długość ucha 20–27 mm, długość tylnej stopy 21–28 mm, długość przedramienia samic 77–96 mm, samców 84–102 mm; masa ciała samic 61–145 g, samców 92–215 g.

## Systematyka
Rodzaj zdefiniował w 1870 roku angielski zoolog John Edward Gray w publikacji własnego autorstwa zatytułowanej Katalog małp, lemurów i nietoperzy owocożernych w zbiorach Muzeum Brytyjskiego. Gatunkiem typowym jest (oznaczenie monotypowe) epoletnik afrykański (E. franqueti).

### Etymologia
Epomops: etymologia niejasna, Gray nie wytłumaczył znaczenia nazwy rodzajowej, być może nazwa pochodzi od rodzaju Epomophorus E.T. Bennett, 1836 (pagonowiec) i gr. ωψ ōps, ωπος ōpos ‘wygląd, oblicze’.

### Podział systematyczny
Do rodzaju należą następujące gatunki:
| Grafika | Gatunek              | Autor i rok opisu | Nazwa zwyczajowa     | Podgatunki         | Rozmieszczenie geograficzne | Podstawowe wymiary                                            | Status IUCN |
| ------- | -------------------- | ----------------- | -------------------- | ------------------ | --- | ------------------------------------------------------------- | ----------- |
|         | Epomops franqueti    | (Tomes, 1860)     | epoletnik afrykański | gatunek monotypowy | Afryka Zachodnia i Srodkowa od południowo-zachodniego Wybrzeża Kości Słoniowej na wschód do Sudanu Południowego i Ugandy, na południe do północnej Angoli i północnej Zambii; zakres wysokości: 0–1850 m n.p.m. | DC: 11–18 cm DO: 0–0,1 cm DP: 7,7–10,1 cm MC: 61–172 g        | LC          |
|         | Epomops buettikoferi | (Matschie, 1899)  | epoletnik gwinejski  | gatunek monotypowy | lasy Afryki Zachodniej od południowego Senegalu, na wschód do środkowej Nigerii; zakres wysokości: 65–1175 m n.p.m.                                                                                             | DC: 10,3–19,5 cm DO: bezogonowy DP: 8,2–10,2 cm MC: 110–215 g | LC          |

Kategorie IUCN:  LC  – gatunek najmniejszej troski.